# Derecha Unida (Israel)
La Derecha Unida (en hebreo: איחוד מפלגות הימין‎) fue una coalición política de Israel formada entre los partidos La Casa Judía y el Partido Sionista Religioso. Se creó con la intención de participar en las elecciones legislativas de Israel de abril de 2019 después de que el Primer Ministro de Israel Benjamín Netanyahu insistió en que La Casa Judía aceptara a la formación de extrema derecha Otsmá Yehudit como parte de su lista electoral, para evitar una posible pérdida de votos por parte del bloque de derechas, dado que los partidos que no llegan al 3,25 % de los votos no obtienen representación. El Primer Ministro les ofreció las carteras de Educación y Vivienda de su futuro gobierno a cambio de este pacto. La ideología de los partidos que integran la coalición va desde la derecha más dura hasta la extrema derecha sionista religiosa. En esta coalición están presentes los seguidores del Rabino supremacista Meir Kahane, el antiguo líder del Kach, que consideraba que los árabes y todos los no judíos (goyim) de Israel eran enemigos del Estado, y que había que deportar a los ciudadanos palestinos y sustituir el Gobierno democrático del país por una dictadura y una teocracia.

## Resultados electorales
| Año       | Líder       | Votos        | %   | Resultado | +/- | Gob                  |
| --------- | ----------- | ------------ | --- | --------- | --- | -------------------- |
| Abr.-2019 | Rafi Peretz | 159.468 (#8) | 3,7 | 5/120     | 3a  | Repetición electoral |

a Respecto a los escaños obtenidos por La Casa Judía en 2015.